# Ocyusa maura
Ocyusa maura är en skalbaggsart som först beskrevs av Wilhelm Ferdinand Erichson 1837.  Ocyusa maura ingår i släktet Ocyusa, och familjen kortvingar. Arten är reproducerande i Sverige.